# Malcolm Nance

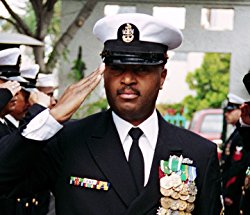
Nance (2001)

Malcolm Wrightson Nance (* 20. September 1961 in Philadelphia, Pennsylvania) ist ein US-amerikanischer Autor und Experte für Terrorismus, militärische Aufklärung, Aufstände und Folter. Er ist ein ehemaliger Senior Chief Petty Officer der United States Navy, der sich auf Kryptographie in der Marine spezialisiert hat.

## Leben
In den zwanzig Jahren, die Nance von 1981 bis 2001 für die Navy tätig war, war er neben seiner Beteiligung an diversen Antiterror-, Geheimdienst- und Kampfeinsätzen auch Ausbilder im SERE-Training. Dort trainierte er Piloten und Flugzeugbesatzungen der Navy und des Marine Corps, als mögliche Kriegsgefangene zu überleben.
Nach dem Ausscheiden aus dem Militärdienst gründete Nance eine Beratungsfirma mit Sitz in Georgetown, wo er das United States Special Operations Command beriet. Anfang 2001 gründete Nance Special Readiness Services International (SRSI), ein Unternehmen für nachrichtendienstliche Unterstützung. Als er am Morgen des Nine-Eleven nach Arlington fuhr, wurde er Zeuge des Absturzes des American-Airlines-Flug 77 ins Pentagon. Als Ersthelfer unterstützte er die Bergung und Behandlung der Opfer an der Absturzstelle. Nance diente als Nachrichten- und Sicherheitsunternehmer im Irak, in Afghanistan, den Vereinigten Arabischen Emiraten und Nordafrika.
Nance gründete das Trainingszentrum Advanced Terrorism, Abduction and Hostage Survival School. Beim International Spy Museum in Washington, D.C. ist er Mitglied des Beirats. Zwischen 2005 und 2007 war Nance Gastdozent für Antiterrorismus am Centre for Policing, Intelligence und Counter-Terrorism (PICT) der Macquarie University in Sydney und an der Victoria University of Wellington.
Nance ist Experte für Nachrichtendienste und Terrorismus und diskutiert häufig die Geschichte, Persönlichkeiten und Organisation von Dschihadismus, der al-Qaida und des Islamischen Staates (IS); südwestasiatischer und afrikanischer Terrorgruppen; sowie Aufstandsbekämpfung und asymmetrischer Kriegsführung. Er spricht fließend arabisch und ist insbesondere bezüglich islamistischen Extremismus im Bereich der nationalen Sicherheitspolitik, bei der Aufklärung und Terrorismusbekämpfung, der Strategie und Taktik des Terrorismus sowie der Folter aktiv.
Der für den Oscar nominierte Dokumentarfilm Schmutzige Kriege – Dirty Wars enthält ein Interview mit Nance.
Nance zählt zu den prominenten Gegnern der Verwendung der Verhörmethode Waterboarding. Ein 2007 von ihm im Online-Magazin Small Wars Journal mit dem Titel „Waterboarding is torture … period“ (deutsch: „Waterboarding ist Folter … Punkt“) publizierter Artikel stieß als erste glaubwürdige Beschreibung der Verhörmethode auf großes Echo. Nance sprach sich auch in Anhörungen vor dem US-Kongress sowie dem Rechtsausschuss des US-Repräsentantenhauses gegen Waterboarding aus.
Seit 2014 ist Nance Geschäftsführer des Terror Asymmetrics Projekts für Strategie, Taktik und Radikale Ideologien (TAPSTRI), einem in Hudson (New York) ansässigen Think Tank zur Analyse von Terrorismusbekämpfung bestehend aus CIA und Offizieren der Militärnachrichtendienste mit direkter Vor-Ort-Erfahrung.
Während der russischen Invasion in der Ukraine 2022 schloss er sich der Internationalen Legion der ukrainischen Streitkräfte an.

## Publikationen
- An End to al-Qaeda: Destroying Bin Laden's Jihad and Restoring America's Honor. St. Martin's, 2010, ISBN 978-0-312-59249-3 (eingeschränkte Vorschau).
- Terrorist Recognition Handbook: A Practitioner's Manual for Predicting and Identifying Terrorist Activity. CRC Press, 2013, ISBN 978-1-4665-5457-3.
- The Terrorists of Iraq: Inside the Strategy and Tactics of the Iraq Insurgency 2003–2014. CRC Press, 2014, ISBN 978-1-4987-0689-6.
- The Plot to Hack America: How Putin's Cyberspies and WikiLeaks Tried to Steal the 2016 Election. Skyhorse Publishing, 2016 (eingeschränkte Vorschau).
- Defeating ISIS: Who They Are, How They Fight, What They Believe. Skyhorse Publishing, 2016, ISBN 978-1-5107-1184-6 (eingeschränkte Vorschau).
- Combating Terrorist and Foreign Fighter Travel task force of the U.S. House Homeland Security Committee; Vorwort von Malcolm Nance: Final Report of the Task Force on Combating Terrorist and Foreign Fighter Travel. Skyhorse Publishing, 2016, ISBN 978-1-5107-1238-6.
- Hacking ISIS: How to Destroy the Cyber Jihad. Skyhorse Publishing, 2017, ISBN 978-1-5107-1892-0 (eingeschränkte Vorschau).